# Дума про Палія і Мазепу
Дума про Палія і Мазепу — українська народна дума в якій оспівується спілкування двох визначних історичних постатей української історії, а саме Гетьмана України Івана Мазепи і полковника Семена Палія. В думі у поетичній формі описується процес листування між героями думи, а також висвітлюються основні проблеми українського суспільства кінця 17, та початку 18 століть. Як засвідчують історики листування між героями думи відбувалося в дійсності. Обидва герої думи були активними учасниками напружених і неоднозначних історичних подій, які проходили в умовах часу коли Україна була розділена між Московією (Росією) та Річчу Посполитою, але всіма силами тяжіла до єдності та самостійності. В думі підняті такі актуальні теми як ворожість Петра l до України і намагання його відібрати її автономію. Також в думі оспівується сваволя російських (московських) військ в Україні. Дума завершується оспівуванням необхідності національної єдності українців. 

## Сюжет думи
У виконанні Миколи Будника, Мазепа у листі звертається до Палія, просить його приїхати на бенкет. Палій приїхав, на бенкеті вони радяться, як боронити Україну від опричників Петра I. Мазепа констатує, як важко перебороти рабське начало у своїх же побратимах, які вони розбрідаються, мов худоба, ускладнюючи оборону України.
В іншій версії думи, записаній, наприклад, Тарасом Шевченком Мазепа напуває Палія вином та, поки той знаходиться у стані сп'яніння, наказує своїм гайдукам (у деяких версіях — яничарам) схопити Семена та відправити до в'язниці (у деяких версіях — Сибіру), сам же при цьому їде до Петра і зводить наклеп на Палія, звинувачуючи того в зраді.

## Текст

### Версія у виконанні Миколи Будника
Ой пише-пише да Гетьман Мазепа до Палія листи
Ой приїдь приїдь Палію Семене на бенкет до мене
Ой вже Семен ой вже Палієнко на подвір'я прибуває
А там його вельможний Мазепа зустрічає
Ой там його вельможний Мазепа вітає
Гей вельможний мій Семене Брате
Полковниче мій вірненький гей
Ой дай Радоньку мені гей
Ой обсідають з усіх боків вороги
Що найперший враг Петро-самодержець
Ой Палію Семене Полковниче мій
Ой сказать тобі словами не можу
Як трудно Брате Україну боронить
От так і рве тая сила його на Україну
Всю Україну обставив своїми гарнізонами гей
Воєводи-свавільці як і сам Петро
Опричники України
Так і норовлять нарід у ярмо своє запрягти
І не можу Брате я своєї старшини
І не можу Брате я своєї старшини
під рукою міцно тримати
Як худоба розбрідаєцця в усі краї в усі боки
Батога одного любить
Не можу Брате я зібрати своїх старшин
під міцною рукою
Рабськеє начало ніяк не переборецця

### Версія у виконанні групи Burshtyn
Ой пише-пише да Гетьман Мазепа до Палія листи
Гей приїдь Палію Семене на бенкет до мене
Ой вже ж той Семен та вже ж Палієнко на подвір'я прибуває
А там його вельможний Мазепа та і зустрічає
Гей наш Мазепа Палія Семена та і зустрічає
А там його ж вельможний Мазепа мед-вином напуває
Ой же ж той Семен ой же ж Палієнко мед-вина напився
Ой же ж той Палій Семен мед-вина напився
Та й своєму конику вороному на гривоньку похилився
Гей його крикне та гетьман Мазепа на свої гайдуки
Возьміть-возміт Палія Семена та закуйте ж руки
Та вже ж того Палія Семена руки ж закували
Та вже ж того Палія Семена у Сибір заслали
Гей пише-пише та гетьман Мазепа до Палія листи
Гед приїдь Палію Семене на бенкет до мене
Приїдь-приїдь Палію Семене на бенкет до мене.

## Виконання
- Співає Микола Будник: Дума про Мазепу і Палія | Ukrainian ballad
- Ще один запис Миколи Будника: Дума про Мазепу і Палія (Старовинна козацька дума, XVIII ст.)
- Група Burshtyn, у альбомі "Безвірник" 2017 року: Про Мазепу і Палія (Старовинна козацька дума)
- Євген Адамцевич — Про Палія та Мазепу